# K computer
Il K computer, il cui nome deriva dalla parola giapponese kei (che significa 10 biliardi), è un supercomputer prodotto dalla Fujitsu per l'Istituto di scienze computazionali avanzate RIKEN a Kōbe in Giappone. Nel giugno 2011, secondo la TOP500 era il supercomputer più veloce del mondo avendo raggiunto e superato gli 8 petaflops (8 milioni di miliardi di calcoli al secondo).
Nel novembre 2011 è stato inoltre il primo computer al mondo ad abbattere la soglia dei 10 petaflops (arrivando quindi ai 10 biliardi di calcoli al secondo che gli danno il nome). Il supercomputer ha raggiunto comunque la completa operatività  solo nel 2012.